# HD52993
HD52993 — хімічно пекулярна зоря спектрального класу B9, що має видиму зоряну величину в смузі V приблизно  6,6.
Вона  розташована на відстані близько 702,9 світлових років від Сонця.

## Фізичні характеристики
Телескоп Гіппаркос зареєстрував фотометричну змінність  даної зорі з періодом    1,30 доби в межах від  Hmin= 6,57 до  Hmax= 6,50.

## Пекулярний хімічний вміст
Зоряна атмосфера HD52993 має підвищений вміст 
Si
.